# Richard Holbrooke
Richard Charles Albert Holbrooke (24. april 1941 – 13. december 2010) var en amerikansk diplomat tilknyttet Det Demokratiske Parti, med en fremtrædende karriere inden for international diplomati, herunder fredsforhandlinger. Han er den eneste person, der har haft posten som viceudenrigsminister med ansvar for to forskellige regioner samtidigt, nemlig Asien (Assistant Secretary of State for East Asian and Pacific Affairs) og Europa (Assistant Secretary of State for European and Eurasian Affairs).
I 1970'erne var Holbrooke amerikansk rådgiver i Indonesien, hvor han ifølge kritikere spillede en væsentlig rolle i støtten til Indonesiens invasion af Øst-Timor. Invasionen blev gennemført med opbakning fra det amerikanske militær. Holbrooke er blevet kritiseret for at have været medansvarlig for drab på op mod 200.000 timoresere samt omfattende krænkelser af menneskerettighederne.
I 1980'erne, som viceudenrigsminister for Østasien og Stillehavsområdet, var han en stærk modstander af præsident Jimmy Carters beslutning om at trække amerikanske tropper ud af Sydkorea.
I 1993 blev Holbrooke udnævnt til amerikansk ambassadør i Tyskland. Fra 1994 til 1996 var han viceudenrigsminister med ansvar for europæiske og canadiske anliggender. Efter sin afgang blev han hædret med Manfred Wörner-medaljen, og året efter udnævnte præsident Bill Clinton ham til specialudsending for Cypern. Fra 1999 til 2001 fungerede han som USAs ambassadør ved FN.
Holbrooke opnåede international anerkendelse som en af hovedarkitekterne bag forhandlingerne, der førte til fredsaftalen i Bosnien, kendt som Daytonaftalen, som blev underskrevet i 1995.
Daytonaftalen og de relaterede forhandlinger bragte Holbrooke igen i mediernes søgelys, da Radovan Karadžić blev arresteret og stillet for FNs krigsforbryderdomstol i Haag (Det internationale tribunal til pådømmelse af krigsforbrydelser i det tidligere Jugoslavien). Under sin første retsoptræden hævdede Karadžić, at Holbrooke havde lovet ham amnesti, hvis han trak sig fra sine politiske poster og undlod at optræde offentligt. Holbrooke afviste enhver form for aftale, men Karadžićs påstande er blevet støttet af tidligere vidnesbyrd.

## Bøger
- "Counsel to the President" (med Clark Clifford) ISBN 0-394-56995-4
- "To End a War" ISBN 0-375-75360-5